# Miguel Camargo
Miguel Camargo Cañizales (Ciudad de Panamá, Provincia de Panamá, Panamá, 5 de septiembre de 1993) es un futbolista panameño. Juega como mediocentro ofensivo, es internacional con la Selección de fútbol de Panamá. Actualmente juega para el San Francisco FC de la Primera División de Panamá.

## Trayectoria
Debutó con Chorrillo FC el 9 de agosto de 2012, en el partido que su equipo se impuso por 2-1 sobre Atlético Chiriquí. El 7 de enero de 2015 se oficializó su fichaje por el Club Deportivo Águila de la Primera División de El Salvador, como pedido de Julio César Dely Valdés, técnico del club. En 2016 llega a Mineros de Guayana de la Primera División de Venezuela donde se destacó como una de las revelaciones del torneo, anotando un total de 12 goles y siendo pieza fundamental para la clasificación para el octagonal del torneo apertura. 
Gracias a sus destacadas actuaciones en el fútbol venezolano, fichó en el 2017 por el New York City de la Major League Soccer, allí disputó 8 partidos y anotó un gol. En el 2018, regresa a Mineros de Guayana, en donde estuvo hasta el primer semestre de 2019. 
Volvió a su país para disputar la Liga Panameña de Fútbol con el Club Deportivo Universitario. En el 2020, ficha por el Deportivo Táchira, uno de los equipos más tradicionales del fútbol venezolano, allí disputó su primera Copa Libertadores y tuvo un destacado rendimiento con el equipo aurinegro. 
Para 2021, llega a reforzar el mediocampo del equipo  Deportivo Pasto, de la Categoría Primera A de Colombia, equipo con el que disputó la Copa Sudamericana 2021. Marca su primer gol en la semifinal de la Copa Colombia contra el Deportes Tolima y vuelve a marcar un gol por la fecha 12 de la Liga BetPlay contra Alianza Petrolera. El 19 de mayo de 2021 se confirma su fichaje por el DIM en calidad de préstamo hasta el 2022 con opción de compra.

## Selección nacional
Es internacional con la Selección de fútbol de Panamá. Debutó el 7 de agosto de 2014, en un juego amistoso disputado contra Perú en la ciudad de Lima y que terminó con victoria 3-0 para los incas.
En la Copa América Centenario de 2016 anotó un gol frente a la Selección de fútbol de Chile frente en ese entonces portero del Fútbol Club Barcelona Claudio Andrés Bravo Muñoz. El resultado final fue victoria para Chile por 4-2.

### Participaciones en Selección
| Copa                         | Sede                    | Resultado        | Partidos | Goles |
| ---------------------------- | ----------------------- | ---------------- | -------- | ----- |
| Copa Oro 2015                | Estados Unidos · Canadá | Tercer lugar     | 4        | 0     |
| Copa América Centenario 2016 | Estados Unidos          | Fase de grupos   | 2        | 1     |
| Copa Oro 2017                | Estados Unidos          | Cuartos de final | 4        | 1     |

### Goles internacionales
| 1 | 15 de junio de 2016 | Lincoln Financial Field, Filadelfia, Estados Unidos | Chile          | 0-1 | 4-2  | Copa América Centenario 2016 |
| 2 | 8 de julio de 2017  | Nissan Stadium, Nashville, Estados Unidos           | Estados Unidos | 1-1 | 1-1  | Copa Oro 2017                |
| 3 | 6 de junio de 2021  | Estadio Rod Carew, Panamá, Panamá                   | Anguila        | 8-0 | 13-0 | Eliminatoria 2022            |

## Clubes
| Club                      | País           | Año       | Partidos |
| ------------------------- | -------------- | --------- | -------- |
| Chorrillo F. C.           | Panamá         | 2012-2015 | 62       |
| C. D. Águila              | El Salvador    | 2015-2016 | 12       |
| Mineros de Guayana        | Venezuela      | 2016-2017 | 32       |
| New York City F. C.       | Estados Unidos | 2017      | 8        |
| Universidad de San Martín | Perú           | 2018      | 9        |
| Mineros de Guayana        | Venezuela      | 2018-2019 | 32       |
| C. D. Universitario       | Panamá         | 2019-2020 | 14       |
| Deportivo Táchira         | Venezuela      | 2020      | 11       |
| Deportivo Pasto           | Colombia       | 2021      | 14       |
| Independiente Medellín    | Colombia       | 2021-2022 | 7        |
| Tauro F. C.               | Panamá         | 2022-2023 | 37       |
| San Francisco F. C.       | Panamá         | 2023-act. | 38       |

## Palmarés

### Campeonatos nacionales
| Título                  | Club         | País   | Año    |
| ----------------------- | ------------ | ------ | ------ |
| Liga Panameña de Fútbol | Chorrillo FC | Panamá | 2014-C |